# Nycteola kuldzhana
Nycteola kuldzhana är en fjärilsart som beskrevs av Obraztsov 1953. Nycteola kuldzhana ingår i släktet Nycteola och familjen trågspinnare. Inga underarter finns listade i Catalogue of Life.